# Harald Salling-Mortensen
Harald Søren Salling-Mortensen (født 6. juli 1902 i Esbjerg, død 15. oktober 1969 i Aarhus) var en dansk arkitekt.
Salling-Mortensen var søn af lokomotivfører, senere borgmester Morten Mortensen og Augusta Elisabeth Salling. Han blev tømrersvend 1921, blev dimitteret fra Odense Tekniske Skole 1923 og studerede ved Kunstakademiet i København 1925-26. Han var ansat hos J.C.B. Øhlenschlæger i Esbjerg og hos Stadsarkitekten i Aarhus 1926-27.
Han havde arbejdet hos Axel Høeg-Hansen i tiden 1923-34, og i 1935 blev han medarbejder hos Høeg-Hansen. Han overtog tegnestuen i 1940, da Axel Høeg-Hansen forlod Aarhus. Salling-Mortensen skabte arkitektoniske værker, som den dag i dag er vartegn for Aarhus som eksempelvis Langenæshus,[kilde mangler] Børglum Kollegiet og Hovedbiblioteket i Mølleparken.
I 1996 købte Falch og Larsen a/s Salling-Mortensens tegnestue, som på det tidspunkt var ejet af Erik Andersen. Erik Andersen havde sammen med tre andre overtaget Salling-Mortensens tegnestue, da Harald Salling-Mortensen døde i 1969: Jeffrey Schmidt, Carl Christensen og Aage Moesgaard Ryde. Tegnestuen hedder i dag aarhus arkitekterne a/s.
Han var bestyrelsesmedlem i Akademisk Arkitektforenings jyske afdeling 1941-48.
Han blev gift 26. december 1934 i Esbjerg med Karen Christence Elisabeth Kjær (27. juni 1911 i Aarhus), datter af kommunelærer Christian Kjær og Anna Hansen. Han er begravet på Vestre Kirkegård.